# Джордж Шелдрик
Джордж Шелдрик (англ. George Michael Sheldrick, нар. 17 листопада 1942, Гаддерсфілд, Велика Британія — 20 лютого 2025) — британський хімік, який спеціалізується на визначенні молекулярної структури. Є одним із найбільш цитованих науковців у цій галузі, маючи понад 220 000 цитат в 2015 році та h-індекс 111. Був професором Геттінгенського університету з 1978 року до свого виходу на пенсію в 2011 році

## Нагороди та визнання
- 1970: премія Мелдола[en]
- 1970: Премія Корде-Морган[en]
- 1988: Премія Лейбніца
- 1999: Медаль Карла Германна[de]
- 2001: член Королівського товариства
- 2004: Премія Макса Перуца
- 2009: Премія Грегорі Аміноффа
- 2011: Премія Евальда
- 2018: Clarivate Citation Laureates